# Uma Janela para o Céu
Uma Janela para o Céu é uma minissérie brasileira produzida pela VTM Produções e exibida pela RecordTV, entre 1 de outubro de 1997 e 31 de outubro de 1997, às 20h. A minissérie tem autoria de Paulo Cabral e Lilinha Viveiros e direção-geral de Atílio Riccó. Apresentando Felipe Martins como protagonista; Mayara Magri como co-protagonista e Otávio Müller como antagonista principal. Foi reprisada em 1998, substituindo a reprise de Olho da Terra, às 20h e em 2000, nas madrugadas da RecordTV e em 2000 na Rede Mulher.

## Enredo
A trama segue a história do presidiário Aparecido, que buscando se redimir do seu passado criminoso.

## Elenco
| Ator/Atriz            | Personagem       |
| --------------------- | ---------------- |
| Felipe Martins        | Aparecido        |
| Mayara Magri          | Ângela           |
| Otávio Müller         | Naldo            |
| Lolita Rodrigues      | Dona Dalva       |
| Yara Lins             | Dona Rita        |
| Patrícia Lucchesi     | Matilde          |
| Sebastião Vasconcelos | Padre Martinho   |
| Aldine Müller         | Dorothy          |
| João Acaiabe          | Isaías           |
| Edgar Amorim          | Inácio           |
| Miguel Torrone        | Delegado Fontana |
| Soraya Brandão        | Selma            |

## Audiência
A minissérie Uma Janela para o Céu obteve média-geral de 8 pontos de audiência no Ibope medido na Grande São Paulo.